# محمد محمد علي العوضي
محمد بن محمد علي بن عبد الله العوضي كان يشغل وزير التجارة والصناعة السعودي.، في الفترة 21 /6 /1391هـ حتى تاريخ 1395/10/09 هـ. توفي في أبريل 2011.